# Saron (instrument)
El saron és un instrument musical d'Indonèsia, utilitzat a l'orquestra gamelan. Normalment té set làmines de bronze col·locades sobre una caixa de ressonància (rancak). Té aproximadament 20 centímetres d'alçada i es toca amb l'intèrpret assegut a terra. A l'escala pelog, les làmines sovint es llegeixen 1-2-3-5-6-7 (el número quatre no és utilitzat a causa de la seva relació amb la mort, en la numeració kepatihan); per a l'escala slendro, les làmines són 6-1-2-3-5-6-1; això pot variar de gamelan a gamelan, o fins i tot entre instruments del mateix gamelan. Els instruments slendro normalment tenen sis claus, això proporciona la melodia de nucli (balungan) a l'orquestra gamelan.

## Varietats

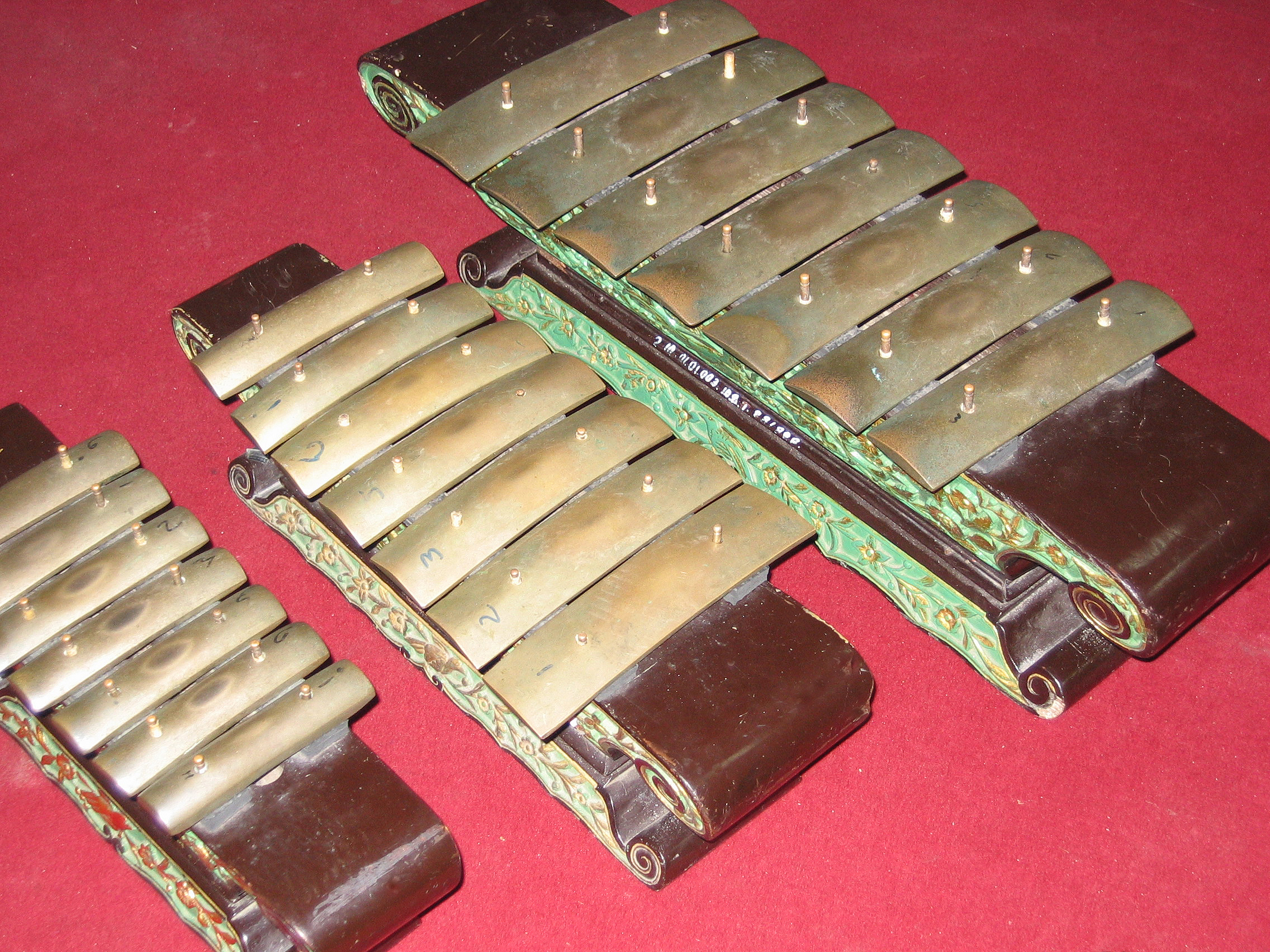
D'esquerra a dreta, saron panerus, saron barung, i demung, de STSI Surakarta

Els sarons tenen diverses mides, de més petit a més gran:
- Saron panerus (també: peking)
- Saron barung (de vegades només saron)
- Saron demung (sovint anomenat només demung)

Cadascun d'aquests està afinat una octava per sota de l'anterior. El slenthem o slentho té una funció similar al saron, una octava per sota del demung.

## Tècniques d'interpretació
El saron és colpejat amb una maça o baqueta (tabuh). Normalment la baqueta pica en un angle cap a la dreta per aconseguir un so més ple. El demung i el saron barung generalment utilitzen una baqueta de fusta, mentre que la baqueta del peking és feta de banya de búfal asiàtic domèstic, que dona un so més estrident. L'altra mà s'utilitza per esmorteir la nota anterior agafant la làmina amb la mà, per tal d'impedir un so "fangós". A les notes repetides, la làmina sovint s'agafa un temps abans de tornar-la a colpejar.
El saron barung i el demung es toquen menys i es fan parts més senzilles. Aquestes són les tècniques habituals per tocar-los:
- Mbalung: tocant la melodia balungan, sense elaboració
- Tabuhan pinjalan: tocant un patró pinjalan enclavat entre el saron barung, el demung i el slenthem, el qual omple els buits del balungan
- Tabuhan imbal: patró imbal enclavat entre dos instruments, normalment qualsevol saron barung o demung. Cal dir que s'ha d'esmorteir la nota tan aviat com l'altre intèrpret toca una nota; això és normalment dues vegades com quan ho fa un sol intèrpret
- Pancer: de vegades una nota és afegida entre les notes balungan si hi ha un gran espai entre ells (com pot passar en un irama lent). Això s'anomena pancer.

El saron panerus té patrons distintius que el fan diferent dels altres sarons. Es toca més sovint i manté un temps constant al llarg d'una peça. La seva tècnica inclou:
- Nacah lamba: tocant el balungan (repetint notes si és necessari, depenent de l'irama)
- Nacah selang-seling: tocant el balungan per parelles de notes (que poden ser repetides), fent una frase més elaborada
- Imbal-imbalan: similar al tabuhan imbal per als altres sarons

## Història
El primer saron que es coneix d'una sola octava és al segle ix, a Borobudur. Es creu que el saron deriva de la descomposició del gambang gangsa, que més tard es deixà d'usar. Mantle Hood va refusar aquesta hipòstesi i associa la preferència per una octava amb la forma característica de la cadència en el pathet. No hi ha cap evidència que el gambang gangsa sigui més vell que el saron; de fet, pot ser més recent.